# Mycomya breviseta
Mycomya breviseta är en tvåvingeart som beskrevs av Vaisanen 1984. Mycomya breviseta ingår i släktet Mycomya och familjen svampmyggor.
Artens utbredningsområde är Washington. Inga underarter finns listade i Catalogue of Life.